# Shahs of Sunset
Shahs of Sunset (bra: Os Reis de Beverly Hills; prt: Xás da Sunset, à grande e à Iraniana) é um reality show americano que vai ao ar no canal Bravo. A série estreou em 11 de março de 2012. O reality segue um grupo de iranianos-americanos que são amigos e vivem em Beverly Hills (e a maior área conhecida como "Tehrangeles"), que estão tentando conciliar suas vidas sociais ativas e carreiras promissoras enquanto equilibram as demandas de suas famílias e tradições. É o segundo programa de reality show americano sobre os iranianos depois de Love Is in the Heir do canal E!, que estreou em 2004. A série originalmente focou em Reza Farahan, Golnesa Gharachedaghi, Sammy Younai, Asa Soltan Rahmati, Mike Shouhed e Mercedes Javid. O reality ainda se concentra no mesmo elenco, embora com Shervin Roohparvar no lugar de Younai. Younai que foi rebaixado a uma capacidade recorrente na segunda temporada e fez aparições na terceira e quarta temporadas, enquanto Roohparvar se juntou em uma capacidade recorrente no quarto, antes de ganhar um papel de protagonista na quinta. Os xás anteriores incluem Lilly Ghalichi (2ª–3ª temporada) e Asifa Mirza (4ª temporada).
O trabalho na quarta temporada estava em andamento quando a Ryan Seacrest Productions (RSP) e a Bravo negaram à tripulação de pós-produção do programa um contrato sindical. A tripulação entrou em greve com o apoio da International Alliance of Theatrical Stage Employees. Bravo demitiu a tripulação e a quarta temporada foi adiada. Eventualmente, a RSP "ratificou um acordo sindical, encerrando a greve de um mês". A quarta temporada de Shahs of Sunset estreou em 2 de março de 2015. Em junho de 2015, o programa foi renovado pela quinta temporada, que estreou em 10 de abril de 2016. Em 27 de outubro de 2016, o programa foi renovado para uma sexta temporada que foi estreada no domingo, 16 de julho de 2017. Em abril de 2018, o programa foi renovado para sua sétima temporada.

## Elenco atual

### Reza Farahan
Nascido em Tehran, Iran, em 1973, criado em Beverly Hills, Farahan é um corretor de imóveis em Los Angeles. Casado com Adam. Ele é abertamente gay e muitas vezes, luta com a fofoca e o preconceito a respeito de sua sexualidade. Ele queria participar do programa depois de ver reportagens sobre os suicídios de adolescentes que foram vítimas de bullying porque eram gays, e ele queria ajudar retratando uma imagem positiva de pessoas gays e do Oriente Médio. Reza tem um relacionamento com Adam Neely, um ex-modelo de moda, que trabalha para Ryan Murphy, na pós-produção, em seus vários programas. Eles estão envolvidos desde 2010 e seu noivado foi destaque no final da terceira temporada. Na quarta temporada, Adam e Reza têm complicações em seu relacionamento e cancelam o casamento depois que surgem problemas tumultuados dentro de seu grupo de amigos, seguindo um boato falso de MJ bêbada carregando o filho do amor do casal gay. Reza e sua turma continuam na viagem de casamento de Reza e Adam para a Tailândia.
Seu pai é judeu e sua mãe é muçulmana. Em um episódio, ele revela que seu pai se converteu ao islamismo para se casar com sua mãe. Quando o casamento de seus pais terminou em divórcio, seu pai voltou para Nova York para ficar com sua família judia; em um episódio é revelado que a avó paterna de Farahan pressionou seu pai e rejeitou Reza porque ele não era judeu. Ele trabalha com a MJ na Keller Williams Realty.

### Golnesa "GG" Gharachedaghi
Gharachedaghi é uma empreendedora que começa o programa desempregada e financeiramente dependente de seu pai. Ela vem de uma família rica e nominalmente muçulmana. Ela almoça com as amigas durante o dia e socializa à noite. Ela tem oito tatuagens, incluindo uma na parte interna do lábio. Com uma personalidade ardente e combativa, ela afirma ter sido expulsa de várias escolas enquanto crescia devido a brigas. Ao crescer, frequentou a creche judaica, a pré-escola católica e a Universidade Loyola Marymount. Seu pai é Mahmoud Gharachedaghi, arquiteto e diretor da GA Architecture and Planning, que aparece no programa desde a primeira temporada. Na segunda temporada ela lança "GG Extensions", uma marca de extensões de cabelo, com sua irmã Leila. Em dezembro de 2012 ela disse a Andy Cohen que estava noiva de Omid Kalantari, que tem um papel recorrente na segunda temporada. Os dois romperam o noivado no mês seguinte. Ela comparou o efeito do elenco da série na indústria do entretenimento às lutas do ícone dos direitos civis, Rosa Parks.

### Asa Soltan Rahmati
Rahmati é uma entrepreneuse e artista de Venice, Califórnia. Suas pinturas foram publicadas no livro de arte Imagining Ourselves, publicado pelo International Museum of Women, em São Francisco. Durante a segunda temporada, ela desenvolveu e lançou "Diamond Water", uma água engarrafada que é água alcalina colocada em contato com os diamantes antes de ser engarrafada. Ela é de uma família persa; seus pais e seu irmão, Arta, aparecem no programa. Soltan Rahmati tem estado junto com Jermaine Jackson Jr, o filho mais velho de Jermaine Jackson, desde 2010 e ele apareceu na segunda temporada. Ela se formou na UCLA com dupla especialização em Psicologia e Filosofia. Ela afirma que sua família deixou o Irã como refugiados políticos quando ainda era uma menina; ela cresceu na Europa antes de se mudar para Los Angeles ainda adolescente. Ela mora em Veneza; anteriormente com o empresário Shaahin Cheyene.

### Mike Shouhed
Shouhed é agente imobiliário em Los Angeles. Ele é formado pela UCLA. Depois de perder algum dinheiro no mercado imobiliário comercial de Las Vegas, ele voltou para casa para reconstruir. Ele e sua família são judeus persas. Shouhed se casou com Jessica Parido de 2015-2017. O casamento terminou porque Shouhed teve um caso com outra mulher.

### Mercedes "MJ" Javid
Javid é um agente imobiliário que vive nas Colinas de Hollywood. Ela nasceu em 12 de agosto de 1972. Com uma figura voluptuosa, MJ cresceu consciente de seu peso e foi colocada em pílulas dietéticas por um médico aos 14 anos, a fim de tentar perder quilos extras, embora mais tarde ela os abandonasse. MJ e sua mãe têm um relacionamento muito difícil e discutem frequentemente no programa. MJ e seu pai, no entanto, são muito próximos. Ela trabalha com Reza na Keller Williams Realty. Ela formou-se bacharel em Literatura Inglesa pela California State University, Northridge, em 2002. Durante a reunião da segunda temporada, Javid admitiu que é um criminoso, tendo sido condenado por fraude bancária em 1994.

### Shervin Roohparvar
(5ª Temporada–presente) (amigo da 4ª temporada) Novo integrante do Shahs of Sunset. Shervin é bacharel à procura da mulher certa. Mas não teve sucesso em sua busca.

## Ex-Shahs

### Sammy Younai
(1ª Temporada) (amigo da 2ª temporada) (participações na 3ª–4ª temporada)
Younai é um incorporador residencial em Beverly Hills especializado em construir casas multimilionárias. Sammy vem de uma família judia persa. Sua família deixou o Irã e se mudou para a Flórida quando ele era criança, depois se mudou para Beverly Hills quando Sammy era adolescente. Durante a primeira temporada ele trabalha com o desenvolvedor de celebridades Mohamed Hadid em sua última mansão: uma casa de 58.000 pés quadrados, com 58 milhões de dólares, em Bel Air, chamada de "The Crescent Palace".

### Neelufar Seyed "Lilly" Ghalichi
(2ª–3ª Temporada)
Ghalichi é um empreendedora e blogueira que outros personagens descrevem como uma "Barbie persa". Ela fundou uma linha de roupas de banho inspirada em lingerie conhecida como "Swimgerie" que mais tarde se fundiu com outra linha de natação para ser renomeada como Have Faith Swimgerie. Ela também fundou sua própria linha de cílios conhecida como Lilly Lashes. Criada em Houston, Texas, ela vem de uma família muçulmana persa. Sua irmã, Yassamin, apareceu no programa e seu irmão, Mohammed, é cardiologista. Frequentou a McCombs School of Business na Universidade do Texas em Austin e na Loyola Law School em Los Angeles, onde se formou em 2008. Ghalichi teve uma longa década de relacionamento com um advogado de Houston chamado Ali; depois que ela se formou na faculdade de direito em Los Angeles eles ficaram noivos e ela voltou para o Texas para morar com ele. Mais tarde, eles se separaram devido ao que ela descreveu como maus hábitos, principalmente traindo-a. Ela também luta com sua família conservadora devido a sua decisão de deixar a lei e seguir uma carreira em moda e beleza. Ela foi motivo de controvérsia depois de brincar durante um episódio que o HIV/SIDA pode se espalhar de um par de biquínis usados e emitiu um pedido de desculpas. O envolvimento de Ghalichi com o programa foi interrompido no final da terceira temporada, tendo se separado do elenco na terceira temporada.

### Asifa Mirza
(4ª Temporada) (aparição na 5ª temporada)
Mirza fez aparições na quarta e quinta temporada.

## Cronologia do Elenco
| Shahs                 | Temporadas       | Temporadas   | Temporadas   | Temporadas   | Temporadas   | Temporadas   | Temporadas   |
| Shahs                 | 1                | 2            | 3            | 4            | 5            | 6            | 7            |
| --------------------- | ---------------- | ------------ | ------------ | ------------ | ------------ | ------------ | ------------ |
| Reza Farahan          | Principal        | Principal    | Principal    | Principal    | Principal    | Principal    | Principal    |
| Golnesa Gharachedaghi | Principal        | Principal    | Principal    | Principal    | Principal    | Principal    | Principal    |
| Asa Soltan Rahmati    | Principal        | Principal    | Principal    | Principal    | Principal    | Principal    | Participação |
| Mike Shouhed          | Principal        | Principal    | Principal    | Principal    | Principal    | Principal    | Principal    |
| Mercedes Javid        | Principal        | Principal    | Principal    | Principal    | Principal    | Principal    | Principal    |
| Sammy Younai          | Principal        | Amigo        | Participação | Participação |              |              | Participação |
| Lilly Ghalichi        |                  | Principal    | Principal    |              |              |              |              |
| Asifa Mirza           |                  |              |              | Principal    | Participação |              |              |
| Shervin Roohparvar    |                  |              |              | Amigo        | Principal    | Principal    | Amigo        |
| Destiney Rose         |                  |              |              |              |              | Amigo        | Principal    |
| Nema Vand             |                  |              |              |              |              |              | Principal    |
|                       | Amigos dos Shahs |              |              |              |              |              |              |
| Leila Gharachedaghi   | Amigo            | Amigo        | Amigo        | Amigo        | Amigo        | Amigo        |              |
| Anita Gohari          | Amigo            | Participação | Participação | Participação | Participação | Participação |              |
| Omid Kalantari        |                  | Amigo        |              |              |              |              |              |
| Jessica Parido        |                  | Amigo        | Amigo        | Amigo        | Amigo        | Participação |              |
| Sasha Salehi          |                  |              | Amigo        |              |              |              |              |
| Bobby Panahi          |                  |              |              | Amigo        | Participação | Participação |              |
| Mona Vand             |                  |              |              |              |              |              | Amigo        |

## Episódios
| Temporada | Temporada | Episódios | Originalmente exibido | Originalmente exibido   |
| Temporada | Temporada | Episódios | Estréia da temporada  | Final da temporada      |
| --------- | --------- | --------- | --------------------- | ----------------------- |
|           | 1         | 6         | 11 de março de 2012   | 15 de abril de 2012     |
|           | 2         | 13        | 2 de dezembro de 2012 | 10 de fevereiro de 2013 |
|           | 3         | 16        | 5 de novembro de 2013 | 25 de fevereiro de 2014 |
|           | 4         | 16        | 2 de março de 2015    | 15 de junho de 2015     |
|           | 5         | 17        | 10 de abril de 2016   | 3 de agosto de 2016     |
|           | 6         | 15        | 16 de julho de 2017   | 29 de outubro de 2017   |
|           | 7         | TBA       | 2 de agosto de 2018   | TBA                     |